# Grubenunglück von Cherry Hill

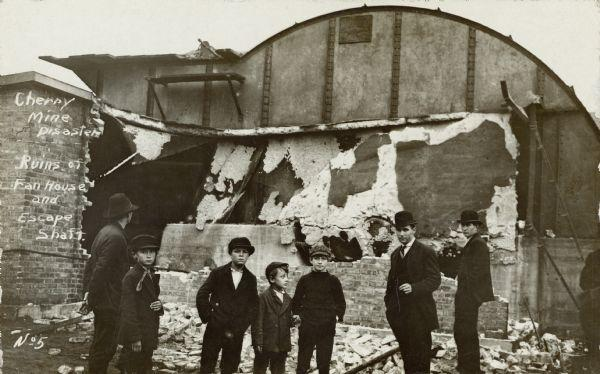
Das Kohlebergwerk nach dem Brand.

Das Grubenunglück von Cherry Hill am 13. November 1909 war ein Brand im Bergwerk in Cherry, Illinois, bei dem 259 der rund 500 Arbeiter, darunter auch Jungen, in der Grube verunglückten. Es ist das drittschwerste Grubenunglück in der Geschichte der Vereinigten Staaten.

## Geschichte

### Die Mine
Die Cherry Mine wurde 1905 von der St. Paul Coal Company errichtet, um Kohle für den regionalen Zugverkehr der Chicago, Milwaukee, St. Paul and Pacific Railroad zu fördern. Die Mine bestand aus drei horizontalen Gängen in unterschiedlichen Tiefen. Die Gänge waren mit zwei vertikal verlaufenden Schächten verbunden, die etwa 100 Meter voneinander entfernt waren. Sowohl der Hauptschacht als auch der Sekundärschacht enthielten Holztreppen und Leitern. Im Hauptschacht beförderte ein etwa 25 Meter langer Hebekorb die Kohle an die Oberfläche. Ein großer Ventilator im Sekundärschacht schob frische Luft in die Kohlemine.
Die Minenarbeiter waren größtenteils Einwanderer, die hauptsächlich aus Italien stammten und oft kein oder nur ein wenig Englisch sprechen konnten. Im Kohlebergwerk arbeiteten auch viele Jungen um die elf Jahre. Bezahlt wurden die Arbeiter statt mit einem festen Lohn, nur sehr schlecht.

### Unglück
Am Samstag, den 13. November, arbeiteten wie immer 500 Männer und Jungen, sowie drei Dutzend Maultiere im Kohlebergwerk. Anders als an den anderen Tagen waren die Arbeiter nach einem Stromausfall gezwungen, Kerosinlaternen und Fackeln zur Beleuchtung des Bergwerks mitzunehmen. Kurz nach Mittag fing ein Wagen mit Heu für die Maultiere durch eine Kerosinlaterne Feuer. Anfangs wurde das Feuer noch nicht von den Arbeitern bemerkt und auch später wurden keine Bemühungen gemacht, das Feuer zu löschen, so dass sich nach und nach das Feuer auch auf andere Gegenstände im Bergwerk ausbreitete. Erst nach geraumer Zeit drehte man den Ventilator um, um somit das Feuer auszublasen, was nicht gelang. Das Treppenhaus im Sekundärschacht fing Feuer und somit wurden Arbeiter auf der sich darunter befindenden Sohle gefangen. Später wurden die beiden Schächte verschlossen, damit keine Luft mehr in die Schächte kam, um das Feuer so zu ersticken. Das hatte wiederum zur Folge, dass die Arbeiter keine Luft mehr bekamen und durch die Mischung aus Kohlendioxid und Stickstoff den Erstickungstod starben.
Etwa 200 Arbeitern gelang es, sich rechtzeitig über den Hubkorb oder die Fluchtwege aus dem Bergwerk zu befreien. Einige Bergleute kehrten zurück ins Bergwerk, um ihre Kollegen zu befreien. Zwölf Bergleute machten unter der Leitung von John Bundy sechs gefährliche Fahrten ins Innere des Bergwerks und retteten dadurch viele Bergleute. Als sie die siebte Fahrt in das Bergwerk unternehmen wollten, verbrannten die Insassen, weil der Käfigführer die Signale falsch verstand und sie somit zu spät nach oben zog.
Einige Bergleute bauten im Bergwerk eine provisorische Mauer, um sich vor den giftigen Gasen und dem Feuer zu schützen. Obwohl sie ohne Nahrung in der kleinen Kammer ausharrten, war es ihnen möglich, über eine kleine Spalte Wasser zu trinken. Sie buddelten sich immer tiefer ein, um den Gasen und dem Feuer noch mehr zu entkommen. Acht Tage später rissen sich die 21 Überlebenden, bekannt als die Acht-Tage-Männer, durch die Mauer und machten sich in der Mine auf die Suche nach mehr Wasser, wo sie dabei auf einen Rettungstrupp stießen. Einer der 21 Überlebenden verstarb zwei Tage später an Komplikationen mit Asthma.

## Nachwirkungen
Ein Jahr nach dem Grubenunglück verschärfte der Gesetzgeber in Illinois die Vorschriften für den Grubenbau, und 1911 verabschiedete Illinois ein Gesetz, woraus später dann die Workmen’s Compensation Act hervorging.
Ein Denkmal für die Opfer des Unglücks wurde am 15. Mai 1971 vor dem Illinois Department of Transportation eingeweiht. Die hundertjährige Gedenkfeier für die verstorbenen Arbeiter fand am 14.–15. November 2009 in Cherry statt. Ein neues Denkmal wurde von den Bergleuten in der Cherry Village Hall errichtet.

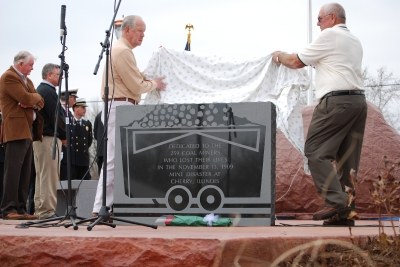
Das neue Denkmal wird enthüllt.
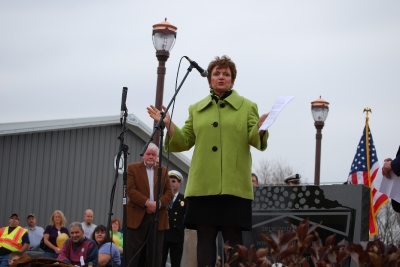
Debbie Halvorson hält eine Rede bei der Einweihung des neuen Denkmals 2009.
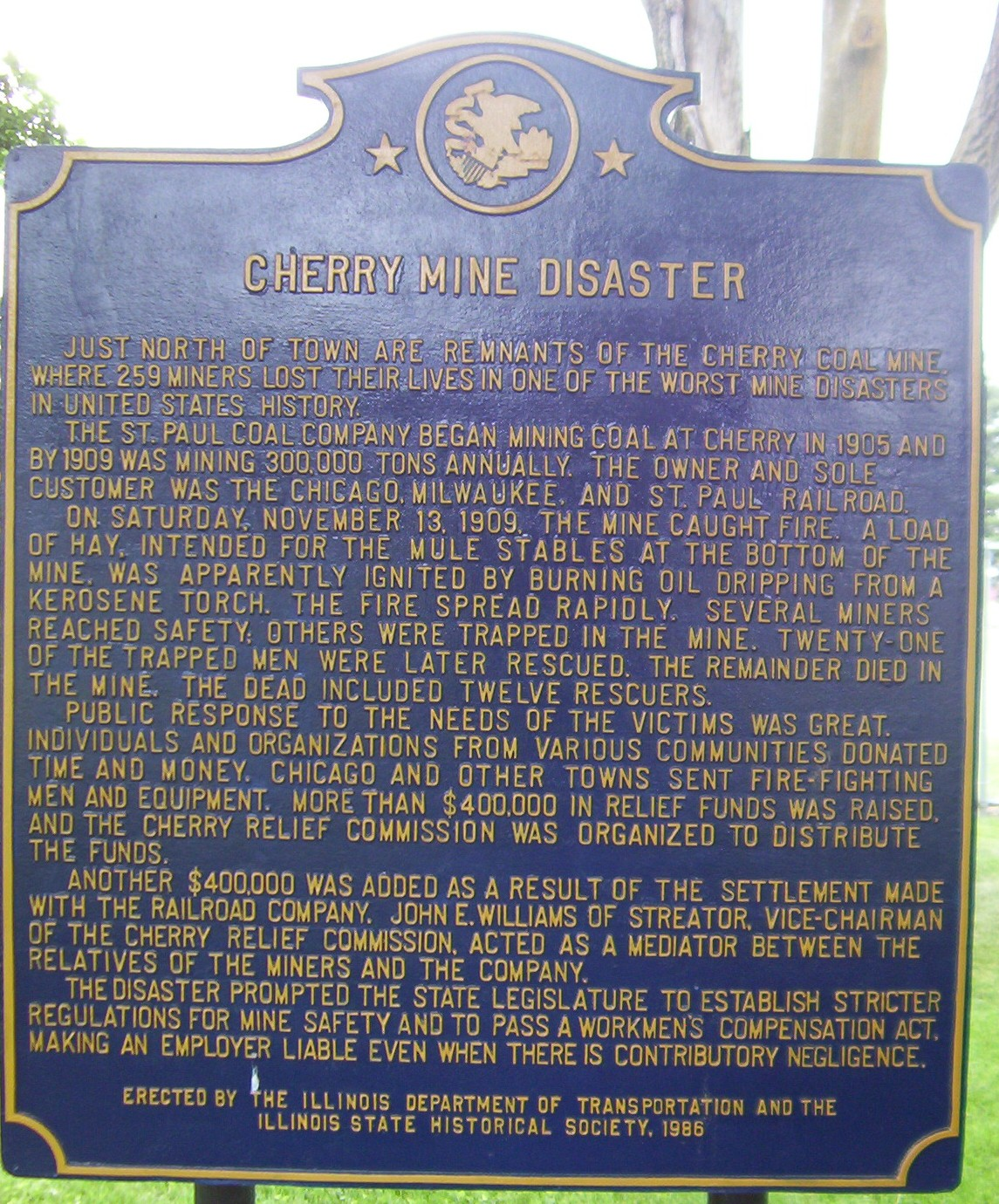
Eine Gedenktafel für das Grubenunglück von Cherry Hill.

## Weiterführende Literatur
- J. O. Bentall, Die Cherry Mine-Mörder, International Socialist Review, Januar 1910, Nr. 7, S. 577–586.
- Adriana Colindres, Wiederbelebung einer Tragödie, State Journal Register, Springfield (Illinois), 6. November 2009.
- Emilie LeBeu, Kleinstadt Cherry plant Sonderereignisse zum Gedenken des Desasters 1909, Chicago Tribune, 12. November 2009.
- Karen Tintori, Gefangen: Das Grubenunglück der Cherry Mine 1909, Atria Verlag, 2002.
- Thomas  White, Louis Murphy, Acht Tage in einer brennenden Mine gefangen, The world, Oktober 1911.
- Alles außer Vergessen – Illinois-Katastrophe, Chicago Tribune, 5. Januar 2006, S. A14.